# مارک مورفی (خواننده)
مارک مورفی (انگلیسی: Mark Murphy؛ زادهٔ ۱۴ مارس ۱۹۳۲) یک موسیقی‌دان اهل ایالات متحده آمریکا است.